# Division 1B 2025/26
Die Division 1B 2025/26 ist die 109. Spielzeit der zweithöchsten belgischen Spielklasse im Männerfußball. Es ist die vierte Spielzeit, an der U23-Mannschaften teilnehmen. Der offizielle Name der Liga lautet Challenger Pro League.

## Spielberechtigung in den U23-Mannschaften
Eine Spielberechtigung in den U23-Mannschaften besteht für Spieler des Jahrgangs 2002 (Torhüter Jahrgang 2000) und jünger. Abweichend darf jede Mannschaft einen älteren Spieler benennen.
Mindestens die Hälfte der Spieler im Kader müssen vor ihrem 21. Lebensjahr drei Jahre bei dem jeweiligen Verein ausgebildet worden sein, und zwei Drittel der Spieler des jeweiligen Spieltagskaders müssen bei einem belgischen Verein ausgebildet worden sein.
Zugleich sind die Spieler aus der U23-Mannschaft grundsätzlich auch in der ersten Mannschaft in der Division 1A spielberechtigt. Allerdings sind sie nach einem Spiel in der Division 1A, bei dem sie ab Spielbeginn oder bei einer späteren Einwechselung mindestens 45 Minuten lang spielten, für das nächste Spiel der U23-Mannschaft gesperrt. Ab dem 7. Spieltag der Division 1A gilt zudem, dass ein Spieler für die U23-Mannschaft nicht spielberechtigt ist, solange er bei 2/3 der bis zum jeweiligen Spieltag stattgefundenen Spiele ab Spielbeginn oder bei einer späteren Einwechselung mindestens 45 Minuten lang in der Division 1A gespielt hat.
Ohne Altersbegrenzung darf ein Spieler der ersten Mannschaft, der sechs aufeinander folgende Spiele in der Division 1A wegen ärztlich bestätigter Verletzung nicht spielen konnte, nach seiner Genesung bei zwei Spielen der U23-Mannschaft eingesetzt werden. Von dieser Regelung kann immer nur für einen Spieler gleichzeitig Gebrauch gemacht werden.

## Saisonablauf
Die Saison begann am 8. August 2025. Die Hauptrunde soll am 17. April 2026 enden. Sie wird dabei von einer Winterpause vom 22. Dezember 2025 bis 16. Januar 2026 unterbrochen. werden. Es folgen die KO-Spiele um die Teilnahme an der Relegation. Die Relegationsspiele selbst sind für den 15. und 22. Mai 2026 vorgesehen. Der Spielplan wurde am 3. Juli 2025 bekanntgegeben.

## Teilnehmer und Stadien
| Verein | Stadion                                                                                             | Ort des Stadions                                                                                    | Kapazität                                                                                           |
| die restlichen Vereine der Division 1B 2024/25 in der Reihenfolge der Platzierung in der Hauptrunde | die restlichen Vereine der Division 1B 2024/25 in der Reihenfolge der Platzierung in der Hauptrunde | die restlichen Vereine der Division 1B 2024/25 in der Reihenfolge der Platzierung in der Hauptrunde | die restlichen Vereine der Division 1B 2024/25 in der Reihenfolge der Platzierung in der Hauptrunde |
| --- | --------------------------------------------------------------------------------------------------- | --------------------------------------------------------------------------------------------------- | --------------------------------------------------------------------------------------------------- |
| RWD Molenbeek | Edmond-Machtens-Stadion                                                                             | Molenbeek-Saint-Jean                                                                                | 12.266                                                                                              |
| SK Beveren | Freethielstadion                                                                                    | Beveren                                                                                             | 13.290                                                                                              |
| Club NXT | Schiervelde Stadion                                                                                 | Roeselare                                                                                           | 08.340                                                                                              |
| KSC Lokeren-Tamise | Daknamstadion                                                                                       | Lokeren                                                                                             | 12.000                                                                                              |
| Lierse Kempenzonen | Herman-Vanderpoorten-Stadion                                                                        | Lier                                                                                                | 13.539                                                                                              |
| RFC Lüttich | Stade Rue de la Tonne                                                                               | Lüttich                                                                                             | 03.468                                                                                              |
| KAS Eupen | Kehrwegstadion                                                                                      | Eupen                                                                                               | 08.363                                                                                              |
| Lommel SK | Stadelijk Sportstadion                                                                              | Lommel                                                                                              | 12.500                                                                                              |
| Francs Borains | Stade Robert Urbain                                                                                 | Boussu                                                                                              | 06.000                                                                                              |
| RSC Anderlecht U23 | Lotto Park                                                                                          | Anderlecht                                                                                          | 21.500                                                                                              |
| RSC Anderlecht U23 | König-Baudouin-Stadion                                                                              | Brüssel                                                                                             | 50.122                                                                                              |
| RFC Seraing | Stade du Pairay                                                                                     | Seraing                                                                                             | 08.207                                                                                              |
| durch Beschluss der Generalversammlung von Pro League, damit wieder vier U 23-Mannschaften an der Division 1B teilnehmen, die beste U 23-Mannschaft der Saison 2024/25 = eigentlicher Absteiger aus der Division 1B 2024/25 | | | |
| KRC Genk U23 | Cegeka Arena                                                                                        | Genk                                                                                                | 23.718                                                                                              |
| der Verlierer des Relegationsspiel gegen den Zweiten der Play-down der Division 1A 2024/25 | | | |
| Patro Eisden Maasmechelen | Patro-Stadion                                                                                       | Maasmechelen                                                                                        | 06.490                                                                                              |
| die Absteiger aus der Division 1A 2024/25 in der Reihenfolge der Platzierung in der Play-down-Runde | | | |
| KV Kortrijk | Guldensporenstadion                                                                                 | Kortrijk                                                                                            | 09.399                                                                                              |
| K Beerschot VA | Olympiastadion Antwerpen                                                                            | Antwerpen                                                                                           | 12.771                                                                                              |
| die Aufsteiger aus der 1. Division Amateure 2024/25 in der Reihenfolge der Platzierung | | | |
| ROC Charleroi-Marchienne | Stade de la Neuville                                                                                | Charleroi                                                                                           | 12.164                                                                                              |
| KAA Gent U 23 | Planet Group Arena                                                                                  | Gent                                                                                                | 20.000                                                                                              |

## Modus
Zur Saison 2026/27 soll die Division 1A auf 18 Mannschaften aufgestockt werden. Diese Änderung hat auch Auswirkungen auf die Division 1B.
Ab der Saison 2026/27 sollen ihr grundsätzlich vier U 23-Mannschaften angehören. Sollte sich diese Zahl verändern, weil mehr oder weniger U 23-Mannschaften aus der 1. Division Amateure aufsteigen als in diese absteigen, würde bei einer größeren Zahl von U 23-Mannschaften die schlechteste oder schlechtesten, unabhängig von ihrer Platzierung, absteigen, so dass in der Folgesaison die Zahl von vier wieder erreicht würde. Umgekehrt würde bei einer geringeren Zahl die beste oder besten U 23-Mannschaften aus der 1. Division Amateure, unabhängig von ihrer Platzierung, aufsteigen. Dadurch schwankt die Zahl der Ligateilnehmer ab der Saison 2026/27 zwischen 14 und 16 Mannschaften. 
Nachdem aufgrund ihrer jeweiligen Platzierungen zur Saison 2025/26 eine U 23-Mannschaft aus der Division 1B abstieg und eine andere aus der 1. Division Amateure aufstieg, wird als Zwischenlösung die Saison 2025/26 in der Division 1B mit 17 Mannschaften ausgetragen. Dazu war geplant, dass die nächstbeste U 23-Mannschaft aus der 1. Division Amateure ebenfalls aufstieg, so dass damit zur Saison 2025/26 die Zahl von vier U 23-Mannschaften erreicht sein wird.
Schließlich wurde jedoch beschlossen, dass die U 23-Mannschaft des KRC Genk, die sportlich abgestiegen war, nicht abstieg.
Die 17 Vereine spielen zunächst in einer Doppelrunde die reguläre Saison aus. Entsprechend ist immer ein Verein an jedem Spieltag spielfrei, so dass erst nach dem 17. und 34. Spieltag alle Vereine die gleiche Zahl Spiele haben werden. Im Gegensatz zu anderen Ligen, wie beispielsweise der Fußball-Bundesliga, sind die Spielpläne für die Hin- und Rückrunde nicht identisch (mit gedrehtem Heimrecht). Vielmehr wird für die Rückrunde ein völlig anderer Spielplan erstellt. 
Die Abschlusstabelle dient als Grundlage für die sportlichen Entscheidungen. Dabei gibt es eine Besonderheit bei der Berechnungsgrundlage der Tabellenplatzierung bei Punktgleichheit. Ähnlich wie in einigen anderen europäischen Ligen zählt in der Hauptrunde zuerst der direkte Vergleich der Siege und erst dann das Torverhältnisses.
Die beiden bestplatzierten Vereine steigen in die Division 1A auf. Die Mannschaften auf den Plätzen 3 bis 6 ermitteln den Teilnehmer am Relegationsspiel gegen den Letzten der Division 1A.
Dabei spielt jeweils mit Hin- und Rückspiel die Mannschaft auf Platz 3 der Abschlusstabelle gegen die Mannschaft auf Platz 6 und die Mannschaft auf Platz 4 gegen die auf Platz 5. Die beiden Sieger spielen dann gegeneinander. Beim Rückspiel hat dabei immer der besser platzierte Verein das Heimrecht.
Sofern U 23-Mannschaften am Saisonende auf Platz 1 bis 6 stehen, dürfen sie nicht aufsteigen bzw. an den Aufstiegsspielen teilnehmen. Die nächstplatzierten Mannschaften rücken nach.
Die Mannschaften auf Platz 16 und 17 der Abschlusstabelle steigen in die 1. Division Amateure ab. Dies kann auch eine U 23-Mannschaft sein. Falls in diesem Fall keine U 23-Mannschaft gleichzeitig aufsteigen würde, hätte dies Auswirkungen auf die Abstiegsregelungen in der Saison 2026/27.
Falls eine Mannschaft in die Division 1B absteigt, deren U 23-Mannschaft dort spielt, steigt diese U23-Mannschaft in die 1. Division Amateure ab.

## Tabelle
| Pl.                    | Verein                       | Sp. | S | U | N | Tore    | Diff. | Punkte | Anm.    |
| ---------------------- | ---------------------------- | --- | - | - | - | ------- | ----- | ------ | ------- |
| 1.                     | KV Kortrijk (A)              | 2   | 2 | 0 | 0 | 004:100 | +3    | 06     | ▲       |
| 2.                     | SK Beveren                   | 2   | 2 | 0 | 0 | 003:000 | +3    | 06     | ▲       |
| 3.                     | Lommel SK                    | 2   | 1 | 1 | 0 | 006:300 | +3    | 04     | Qua Rel |
| 4.                     | RWD Molenbeek (A)            | 2   | 1 | 1 | 0 | 006:400 | +2    | 04     | Qua Rel |
| 5.                     | KAS Eupen                    | 2   | 1 | 1 | 0 | 003:100 | +2    | 04     | Qua Rel |
| 5.                     | Francs Borains               | 2   | 1 | 1 | 0 | 003:100 | +2    | 04     | Qua Rel |
| 7.                     | K Beerschot VA (A)           | 2   | 1 | 1 | 0 | 003:200 | +1    | 04     |         |
| 8.                     | KAA Gent (U 23) (N)          | 2   | 1 | 0 | 1 | 004:200 | +2    | 03     |         |
| 9.                     | RFC Lüttich                  | 2   | 1 | 0 | 1 | 002:200 | ±0    | 03     |         |
| 10.                    | Patro Eisden Maasmechelen    | 2   | 1 | 0 | 1 | 002:300 | −1    | 03     |         |
| 11.                    | RSC Anderlecht (U 23)        | 2   | 1 | 0 | 1 | 002:300 | −1    | 03     |         |
| 12.                    | Club NXT                     | 1   | 0 | 1 | 0 | 001:100 | ±0    | 01     |         |
| 13.                    | KRC Genk (U 23)              | 1   | 0 | 0 | 1 | 000:100 | −1    | 0      |         |
| 14.                    | Lierse Kempenzonen           | 2   | 0 | 0 | 2 | 000:300 | −3    | 0      |         |
| 15.                    | RFC Seraing                  | 2   | 0 | 0 | 2 | 001:400 | −3    | 0      |         |
| 16.                    | KSC Lokeren-Tamise           | 2   | 0 | 0 | 2 | 002:500 | −3    | 0      | ▼       |
| 17.                    | ROC Charleroi-Marchienne (N) | 2   | 0 | 0 | 2 | 001:700 | −6    | 0      | ▼       |
| Stand: 17. August 2025 |                              |     |   |   |   |         |       |        |         |

Platzierungskriterien: 1. Punkte – 2. Siege – 3. Tordifferenz – 4. geschossene Tore

| aus der Saison 2024/25 |                                                 |
| ---------------------- | ----------------------------------------------- |
| (A)                    | Absteiger aus der Division 1A 2024/25           |
| (N)                    | Aufsteiger aus der 1. Division Amateure 2024/25 |

## Kreuztabelle
| Stand: 17. August 2025    | RWD Molenbeek | SK Beveren | NXT | LOK | LIE | RFC Lüttich | KAS Eupen | LOM | Francs Borains | AND U 23 | SER | Patro Eisden Maasmechelen | KV Kortrijk | BEE | CHA | GNT U 23 | U 23 |
| ------------------------- | ------------- | ---------- | --- | --- | --- | ----------- | --------- | --- | -------------- | -------- | --- | ------------------------- | ----------- | --- | --- | -------- | ---- |
| RWD Molenbeek             |               | -:-        | -:- | -:- | -:- | -:-         | -:-       | 3:3 | -:-            | -:-      | -:- | -:-                       | -:-         | -:- | -:- | -:-      | -:-  |
| SK Beveren                | -:-           |            | -:- | -:- | -:- | -:-         | -:-       | -:- | -:-            | -:-      | -:- | -:-                       | -:-         | -:- | -:- | -:-      | 1:0  |
| Club NXT                  | -:-           | -:-        |     | -:- | -:- | -:-         | -:-       | -:- | 1:1            | -:-      | -:- | -:-                       | -:-         | -:- | -:- | -:-      | -:-  |
| KSC Lokeren-Temse         | 1:3           | -:-        | -:- |     | -:- | -:-         | -:-       | -:- | -:-            | -:-      | -:- | -:-                       | -:-         | -:- | -:- | -:-      | -:-  |
| Lierse Kempenzonen        | -:-           | 0:2        | -:- | -:- |     | -:-         | -:-       | -:- | -:-            | -:-      | -:- | -:-                       | -:-         | -:- | -:- | -:-      | -:-  |
| RFC Lüttich               | -:-           | -:-        | -:- | -:- | -:- |             | -:-       | -:- | -:-            | -:-      | 2:0 | -:-                       | -:-         | -:- | -:- | -:-      | -:-  |
| KAS Eupen                 | -:-           | -:-        | -:- | -:- | -:- | 2:0         |           | -:- | -:-            | -:-      | -:- | -:-                       | -:-         | -:- | -:- | -:-      | -:-  |
| Lommel SK                 | -:-           | -:-        | -:- | -:- | -:- | -:-         | -:-       |     | -:-            | -:-      | -:- | -:-                       | -:-         | -:- | 3:0 | -:-      | -:-  |
| Francs Borains            | -:-           | -:-        | -:- | -:- | -:- | -:-         | -:-       | -:- |                | -:-      | -:- | 2:0                       | -:-         | -:- | -:- | -:-      | -:-  |
| RSC Anderlecht U 23       | -:-           | -:-        | -:- | -:- | -:- | -:-         | -:-       | -:- | -:-            |          | -:- | -:-                       | 1:3         | -:- | -:- | -:-      | -:-  |
| RFC Seraing               | -:-           | -:-        | -:- | -:- | -:- | -:-         | -:-       | -:- | -:-            | -:-      |     | -:-                       | -:-         | 1:2 | -:- | -:-      | -:-  |
| Patro Eisden Maasmechelen | -:-           | -:-        | -:- | 2:1 | -:- | -:-         | -:-       | -:- | -:-            | -:-      | -:- |                           | -:-         | -:- | -:- | -:-      | -:-  |
| KV Kortrijk               | -:-           | -:-        | -:- | -:- | 1:0 | -:-         | -:-       | -:- | -:-            | -:-      | -:- | -:-                       |             | -:- | -:- | -:-      | -:-  |
| K Beerschot VA            | -:-           | -:-        | -:- | -:- | -:- | -:-         | 1:1       | -:- | -:-            | -:-      | -:- | -:-                       | -:-         |     | -:- | -:-      | -:-  |
| ROC Charleroi-Marchienne  | -:-           | -:-        | -:- | -:- | -:- | -:-         | -:-       | -:- | -:-            | -:-      | -:- | -:-                       | -:-         | -:- |     | 1:4      | -:-  |
| KAA Gent U 23             | -:-           | -:-        | -:- | -:- | -:- | -:-         | -:-       | -:- | -:-            | 0:1      | -:- | -:-                       | -:-         | -:- | -:- |          | -:-  |
| KRC Genk U 23             | -:-           | -:-        | -:- | -:- | -:- | -:-         | -:-       | -:- | -:-            | -:-      | -:- | -:-                       | -:-         | -:- | -:- | -:-      |      |